# Wilhelm Leopold Raczyński
Wilhelm Leopold Raczyński (ur. 1808, zm. 1889) – polski magnat i powstaniec listopadowy. Przedstawiciel kurlandzkiej linii Raczyńskich. Najstarszy syn Wincentego.

## Życiorys
Początkowo robił karierę wojskową. Od 1828 był kornetem gwardii, a od 1840 rotmistrzem. W międzyczasie walczył w powstaniu listopadowym. W 1841, na własny wniosek (przyczyny zdrowotne), zrezygnował ze służby i zajął się zarządzaniem rodowym majątkiem Zenhof. W 1851 był mianowany inspektorem gimnazjalnym w Mitawie. W 1861 został dyrektorem szkolnym guberni kurlandzkiej.
W 1844 ożenił się z kuzynką – Marią Lüdinghausen-Wolff. Miał z nią dzieci: Adelę (ur. 1845), Emilię (ur. 1847) oraz Zygmunta Edwarda (po kilku poronieniach, ur. 1861).